# 리처드 하먼
리처드 하먼(Richard Harmon, 1991년 8월 18일 ~ )은 캐나다의 배우이다.

## 출연 작품
- 파이널 데스티네이션 블러드라인 (2025) - 에릭 캠벨 역
- 리터너 : 타임 킬러 (2020)
- 퍼펫 킬러 (2019)
- 건 파이터 (2018)
- 아이 스틸 씨 유 (2018)
- 슬럼버 (2018)
- 할로우 : 끝나지 않은 공포 (2015)
- 아델라인 : 멈춰진 시간 (2015)
- 빙하기:지구 파멸의 날 (2014)
- 컨티넘 3 (2014)
- 에반젤린 (2014)
- 내게 날개가 있다면 (2013)
- 컨티넘 2 (2013)
- 크루얼 & 언유주얼 (2013)
- 악령 : 허수아비의 저주 (2013)
- 베이츠 모텔 (2013)
- 루퍼스 (2012)
- 걸 인 프로그레스 (2012)
- 그레이브 인카운터 2 (2012)
- 주다스 키스 (2011)
- 더 컬트 (2010)
- 트리플 도그 (2010)
- 디어 미스터 게이시 (2010)
- 카프리카 (2010)
- 킬링 시즌1 (2010)
- 퍼시 잭슨과 번개 도둑 (2010)
- 울프 캐년 (2009)
- 트릭 오어 트릿 (2007)
- 스쿨 오브 라이프 (2005)
- 페인킬러 제인 (2005)